# Suspect numéro 1 : New York
Suspect Numéro 1 : New York ou Suspect numéro 1 au Québec (Prime Suspect) est une série télévisée américaine en treize épisodes de 43 minutes développée par Alexandra Cunningham (en) d'après la série britannique Suspect numéro 1 créée par Lynda La Plante en 1991, et diffusée entre le 22 septembre 2011 et le 22 janvier 2012 sur le réseau NBC et en simultané sur le réseau Global au Canada.
Au Québec, la série a été diffusée du 29 mai au 21 août 2012 sous le titre Suspect numéro 1 à Séries+ et en France, à partir du 1er novembre 2012 sur Canal+, puis dès le 1er juin 2015 sur France 2.

## Synopsis
Jane Timoney, inspecteur aux homicides au sein de la police de New York, est transférée dans une nouvelle équipe d'enquêteurs où elle n'est pas très appréciée. Jane sait se montrer confiante et concentrée mais elle peut aussi être dure, bête et parfois méchante. L'enquêtrice a ses problèmes bien à elle, certaines rumeurs sur son passé nébuleux la rattrapent mais après tout, c'est une bonne policière qui ne veut pas déroger de la plus importante chose à ses yeux : le suspect numéro un.

## Distribution

### Acteurs principaux
- Maria Bello (VF : Sybille Tureau) : l'inspecteur Jane Timoney
- Brían F. O'Byrne (VF : Nicolas Marié) : l'inspecteur Reg Duffy
- Kirk Acevedo (VF : Cyrille Monge) : Inspecteur Luisito « Lou » Calderon
- Peter Gerety (VF : Richard Leblond) : Desmond Timoney, le père de Jane
- Tim Griffin (VF : Olivier Cordina) : l'inspecteur Augie Blando
- Damon Gupton (VF : Daniel Njo Lobé) : l'inspecteur Evrard Velerio
- Kenny Johnson (VF : Damien Boisseau) : Matt Webb, le compagnon de Jane
- Aidan Quinn (VF : Michel Vigné) : le lieutenant Kevin Sweeney

### Acteurs récurrents
- Elizabeth Rodriguez (VF : Dorothée Pousséo) : l'agent du NYPD Carolina Rivera (5 épisodes)
- Lena Georgas : Tricia Roenick (4 épisodes)
- Ellen Ratner (en) : Iris (4 épisodes)
- Max Page : Owen Webb (4 épisodes)

### Invités
- Dash Mihok : l'inspecteur Tachenko (épisodes 1 et 2)
- Michael Reilly Burke : Doug Roenick (épisodes 1 et 4)
- James Martin Kelly (en) : le chef Charlie Bondlow (épisodes 1 et 11)
- Joe Nieves : l'inspecteur Eddie Gautier (épisode 1)
- Jason Beghe : l'inspecteur Jake Keating (épisode 1)
- Paula Malcomson : Noelle Tanner (épisode 2)
- David Meunier : Chris Hughes (épisode 2)
- B. J. Britt : Robber (épisodes 3 et 7)
- Mackenzie Astin (en) : Malcolm Ward (épisode 3)
- Jackson Hurst : David Hollister (épisode 3)
- Joelle Carter : Louise Giordano (épisode 4)
- Steven Culp : Richard Milner (épisode 4)
- Peter Berg : le chef-adjoint Daniel Costello (épisodes 5 et 11)
- Michael O'Neill : le commandant Wells (épisode 6)
- Robert Wisdom : Chuck Reingold (épisode 6)
- Walter Perez : Ward Foster (épisode 6)
- Randee Heller : Mme Minoff (épisode 7)
- Sarah Lafleur : Oona Timoney (épisode 7)
- Bre Blair : Allison Martin (épisode 7)
- Graham Beckel : le shérif Lawson (épisode 8)
- Nina Siemaszko : Peggy (épisode 8)
- Emma Fuhrmann : Amanda Patterson (épisode 8)
- Jay Mohr : l'agent Bullock (épisode 9)
- Marin Ireland : Jodi Barrett (épisode 9)
- Emma Caulfield : Montana Ride (épisode 9)
- Mark Sheppard : Blackjack Mullins (épisode 10)
- Bodhi Elfman : Paul Robie (épisode 11)
- Amy Landecker : Alice Paget (épisode 11)
- Elizabeth Peña : Gloria Lopez (épisode 12)
- Gabriel Chavarria : Oscar Cabrera (épisode 12)
- Chris Bauer : Stevie (épisode 13)
- Andre Royo : Santana Cordero (épisode 13)

## Production
Le projet de Hank Steinberg, créateur de la série FBI : Portés disparus (Without a Trace), a débuté en septembre 2009, mais a été mis sur la tablette à la fin février 2010, faute de trouver le rôle principal idéal.
À la fin juillet 2010, Universal Studios engage Alexandra Cunningham (en) à l'écriture d'un nouveau pilote pour la série, qui sera commandé en février 2011.
Le casting a débuté à la mi-février 2011, dans cet ordre : Maria Bello, Toby Stephens (Matt Webb), Kirk Acevedo, Tim Griffin et Joe Nieves, Aidan Quinn et Brían F. O'Byrne.
Le 11 mai 2011, NBC commande la série et lui attribue cinq jours plus tard la case du jeudi à 22 h.
Le rôle tenu par Toby Stephens a été recasté et attribué à Kenneth Allen Johnson en juillet 2011, alors qu'Elizabeth Rodriguez décroche un nouveau rôle.
À la mi-octobre 2011, NBC commande six scripts additionnels, puis décide un mois plus tard de cesser la production après le tournage du treizième épisode, annulant la série.

## Épisodes
1. Seule contre tous (Pilot)
2. Alerte enlèvement (Carnivorous Sheep)
3. Amour à mort (Bitch)
4. C'était le meilleur (Great Guy, Yet: Dead)
5. Les Regrets se ramassent à la pelle (Regrets, I've Had a Few)
6. Une dose à tuer un cheval (Shame)
7. Une vie trop courte (Wednesday's Child)
8. Terreur à la campagne (Underwater)
9. L'Impasse (Gone to Pieces)
10. Le Clan des Irlandais (A Gorgeous Mosaic)
11. Le Poids du passé (The Great Wall of Silence)
12. Tuer n'est pas jouer (Ain't No Sunshine)
13. Une garde trop rapprochée (Stuck in the Middle With You)

## Personnages
- Jane Timoney : ancienne agent des mœurs, elle intègre le NYPD et doit faire face au sexisme et aux commentaires désobligeants de ses nouveaux coéquipiers, qui ne supportent pas de devoir obéir à une femme. Selon eux, elle aurait eu sa place car elle couchait avec le commissaire Costello, un grand ponte de la police. Mais il ne faut pas croire que Jane se laisse faire, au contraire, elle est même difficile à vivre: désagréable, froide, arrogante, et parfois même égoïste. Cependant, cela ne l'empêche pas d'être une excellente flic, avec ses problèmes personnels: un père malade, une sœur irresponsable et l'ex de son compagnon qui fait tout pour leur pourrir la vie. Jane n'hésite pas à aller au contact avec les criminels, peu importe le danger qu'elle peut encourir. Elle est aussi une excellente tireuse, possédant une importante collection de fusils, mais a un sérieux problème lorsqu'il s'agit d'endurance, venant juste d'arrêter de fumer.

- Reg Duffy : il est le plus vieux du groupe et était le meilleur ami de Jey, l'inspecteur mort d'une crise cardiaque dont Jane Timoney a pris la place. Il est sûrement celui qui déteste le plus la jeune femme, la voyant comme une profiteuse pistonnée qui a volé la place de son défunt ami. Il se montre extrêmement désagréable avec elle, remettant sans cesse en cause son autorité et ses décisions. Mais Reggie est quand même un très bon flic, ayant beaucoup de contact dans les autres services, bien qu'un peu trop sûr de lui, mais qui sait, lorsque cela est nécessaire, faire abstraction de ses préjugés envers Jane pour résoudre une affaire.

- Luisito « Lou » Calderon : ancien agent des stups désormais au NYPD, d'origine portoricaine, il est le premier à reconnaître le talent d'enquêtrice de Jane, bien qu'il la trouve désagréable et méchante. Il commence cependant à la respecter. Lou, appelé ainsi par ses collègues, est le membre le plus rapide du groupe, et sûrement du commissariat, favori au marathon de New York. Il est le meilleur ami d'Auggie, qui était avec lui aux stups. Tous les deux sont les rigolos du groupe, Evrard les surnommant "les deux guignols", passant leur temps à se taquiner, à plaisanter et à lancer des paris sur tout et n'importe quoi. Lou n'est pas très grand, ce que ne manque pas de lui faire remarquer Jane, et semble doué avec les enfants.

- Auggie Blando : ancien agent des stups et désormais au NYPD, il est le meilleur ami de Lou. Auggie est, avec Lou, un vrai gamin, faisant des blagues et plaisantant souvent. Cependant, il semble avoir une certaine passion pour le porno, et perd tous les paris qu'il lance à Jane, ce qui fait bien marrer son meilleur ami. Il surnomme Lou "le guépard", en référence à sa rapidité. Auggie est plutôt grand et fait un peu lourdaud, mais est un très bon tireur. Comme Lou et Reg, il n'apprécie guère Jane, bien que comme son ami, il commence peu à peu à la respecter.

- Evrard Valerio : c'est un ami de Jane qui travaille au NYPD et rejoint le groupe après les avoir aidés sur une enquête. Il est donc le seul à apprécier la jeune femme. Il apprécie cependant Reg et considère Lou et Auggie comme des rigolos immatures. Evrard est bilingue, parlant espagnol et ayant grandi dans un quartier à forte population hispanique.